# Lando Norris
Lando Norris (Bristol, 13 novembre 1999) è un pilota automobilistico britannico con cittadinanza belga, attivo in Formula 1 con il team McLaren.
Prima di approdare nella massima categoria, si è fatto notare nel 2015 conquistando il campionato britannico di Formula 4, a cui fecero seguito i trionfi nell'Eurocup Formula Renault 2.0 nel 2016 – successo per il quale ricevette il McLaren Autosport BRDC Award – e nel campionato europeo di Formula 3 nel 2017, anno in cui entrò a far parte del McLaren Young Driver Programme. Promosso in Formula 2 con la scuderia Carlin, nel 2018 ha raggiunto la seconda posizione assoluta, alle spalle del connazionale George Russell. Dal 2019 gareggia in Formula 1 con il team britannico McLaren, con cui si è laureato vicecampione del mondo nel 2024.

## Biografia
Lando Norris è nato a Bristol, nel sud-ovest dell'Inghilterra, da Adam Norris, manager di piani pensionistici ora in  pensione, e Cisca Wauman, originaria delle Fiandre. Ha un fratello maggiore, Olivier, anch'egli coinvolto nel mondo del karting a livello agonistico sino al 2014, e due sorelle minori: Flo e Cisca. Norris detiene sia la cittadinanza britannica che quella belga, ma non parla molto la lingua fiamminga. Ha studiato a Millfield, situato nella contea di Northumberland, senza conseguire il GCSE (il titolo accademico), ma continuando gli studi di fisica e matematica con un tutor personale a tempo pieno. Tra gli idoli e fonti d'ispirazione, cita Valentino Rossi.

### Iniziative oltre alla Formula 1
Nel 2020, il pilota britannico ha raccolto circa 12 mila dollari sulla piattaforma streaming Twitch, poi donati a sostegno dell'Organizzazione mondiale della sanità, al fine di contrastare la pandemia di COVID-19. Nello stesso anno ha fondato il Team Quadrant, un team di eSport che si concentra sulla creazione di contenuti, nonché sull'abbigliamento.
Nel settembre 2021 ha lanciato un marchio di corse di kart noto come LN Racing Kart.

## Carriera

### Kart
Inizia la sua carriera sui kart nel 2008. Nel 2010, nel campionato Super 1 National Comer Cadet finisce 3º e quattro anni dopo, nel 2014, diviene campione del mondo vincendo il CIK-FIA World Championship nella classe KF.

### Formule minori
Norris debutta nel 2014 nel campionato Ginetta Junior Championship, terminando al terzo posto. Nel 2015 corre con la Carlin Motorsport nel Campionato MSA Formula Series, che vince conquistando otto vittorie. Nella stessa stagione disputa anche qualche gara nella Formula 4 italiana e nell'ADAC Formula 4 Championship con il team Mücke Motorsport.
Nel 2016 conquista il titolo nella Formula Toyota con il team M2 Competition, ottenendo 6 vittorie.

### Formula Renault
Nella stagione 2016 Norris partecipa al campionato di Eurocup Formula Renault 2.0 e a quello di Formula Renault 2.0 NEC con la Josef Kaufmann Racing. Vince entrambi i campionati, conquistando rispettivamente 5 e 6 vittorie.

### Formula 3 Europea
Nel 2017 Norris partecipa al campionato di Formula 3 Europea con il team Carlin Motorsport. Si dimostra fin da subito tra i più veloci vincendo la gara di casa a Silverstone, prima gara della stagione. Nel corso della stagione ottiene altre 8 vittorie e 20 podi su 30 gare, vincendo il campionato con 53 punti di vantaggio sul secondo classificato.

### Formula 2

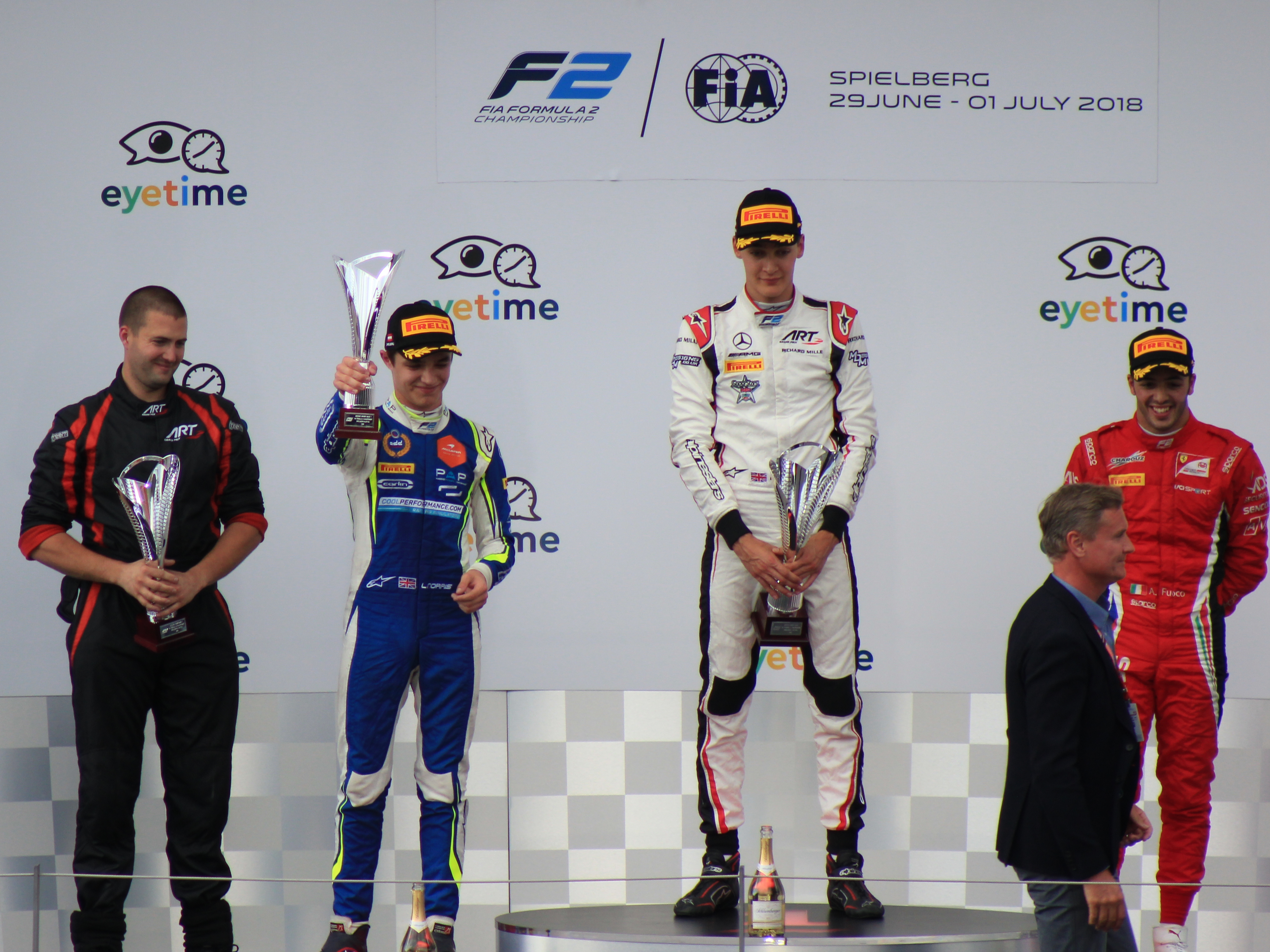
Norris (il secondo da sinistra) sul podio della gara principale di F2 in Austria, insieme a George Russell e Antonio Fuoco.

Nella stessa stagione Norris debutta in Formula 2 con il team Campos, con cui prende parte all'ultimo appuntamento della stagione sul Circuito di Yas Marina.

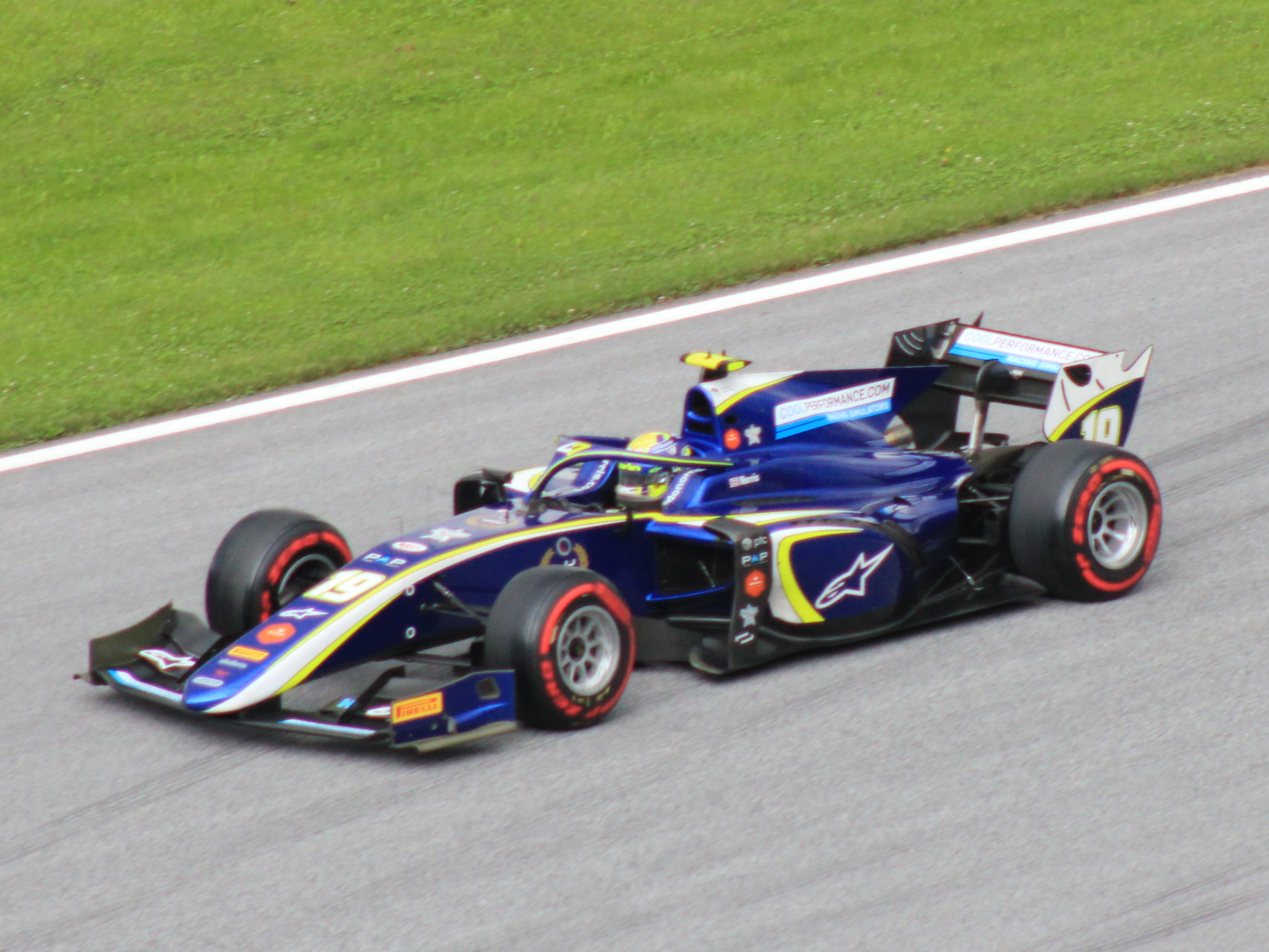
Norris con la Carlin Motorsport in Formula 2 nel 2018.

Nella stagione 2018 continua in Formula 2 con il team Carlin, team con cui ha vinto la F3 europea l'anno precedente. Ottiene la sua prima vittoria al debutto nella categoria, in Bahrain. Nelle gare successive però non riesce a ripetersi e questa resterà l'unica vittoria in stagione. Con una ottima costanza e altri otto podi raggiunti in stagione riesce comunque a terminare secondo in campionato dietro il connazionale George Russell e davanti al thailandese Alexander Albon. Grazie al suo contributo e a quello del suo compagno Sérgio Sette Câmara, il team Carlin riesce a vincere il primo titolo a squadre nella competizione.

### Formula 1
Dopo aver vinto il premio McLaren Autosport BRDC Award, il 22 febbraio 2017 viene annunciato il suo ingresso nel programma per giovani piloti del team McLaren di Formula 1. Il 2 agosto 2017 fa il suo debutto in una monoposto di Formula 1 ai test di Budapest nel circuito dell'Hungaroring, ottenendo il secondo miglior tempo alle spalle di Sebastian Vettel.
Il 6 novembre 2017 viene ufficializzato il suo impiego come terzo pilota del team McLaren per la stagione 2018 al posto del connazionale Jenson Button. Il 24 agosto 2018 fa il suo debutto in un weekend di gara, durante la prima sessione di prove libere del Gran Premio del Belgio.

#### McLaren (2019-)

##### 2019
Il 3 settembre 2018 il team britannico ufficializzò l'ingaggio di Norris come pilota titolare per la stagione 2019, in sostituzione di Stoffel Vandoorne e al fianco di Carlos Sainz Jr.

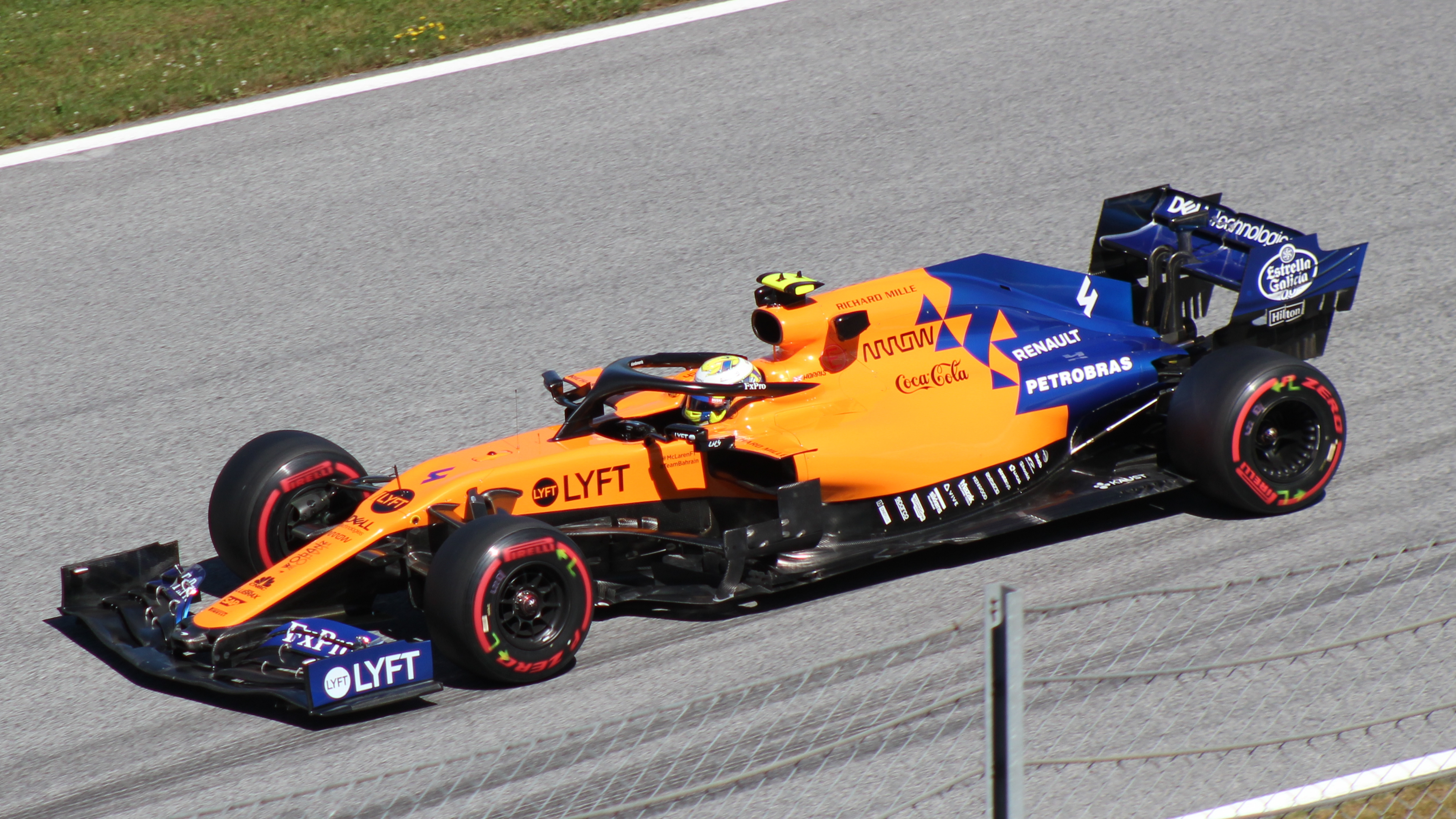
Norris alla guida della sua MCL34 durante le prove libere del Gran Premio d'Austria 2019

La nuova monoposto britannica si dimostrò sin da subito molto competitiva, permettendo ai due piloti di lottare stabilmente per la zona punti. Nell'inaugurale Gran Premio d'Australia si qualificò ottavo per poi classificarsi dodicesimo in gara mentre in Bahrein colse la sesta posizione, conquistando i primi punti in Formula 1. Dopo aver terminato il Gran Premio d'Azerbaigian all'ottavo posto, nelle gare seguenti dovette fronteggiare i primi ritiri; in Cina fu protagonista di un contatto con Daniil Kvjat al primo giro, in Spagna fu costretto al ritiro dopo una collisione con Lance Stroll, mentre in Canada concluse anzitempo la corsa poiché un incendio ai freni causò il cedimento di una sospensione. Nel Gran Premio d'Austria eguagliò il suo miglior piazzamento stagionale, terminando al sesto posto.
Malgrado una stagione vissuta sopra le aspettative e impreziosita da vari piazzamenti utili, tale risultato rimase il migliore dell'annata. Nel Gran Premio di Germania venne retrocesso nella griglia di partenza per aver sostituito alcuni elementi della power unit e abbandonò la pista dopo 27 giri per un problema al motore. Nel Gran Premio del Belgio il pilota britannico mantenne a lungo la quinta posizione, ma dovette ritirarsi all'ultimo giro per un guasto meccanico classificandosi undicesimo; venne votato Driver of the Day dal pubblico. Nei seguenti Gran Premi d'Italia, Singapore e Russia ottenne tre piazzamenti a punti consecutivi, fatto che riuscirà a bissare solo nelle ultime tre corse stagionali. In Giappone, invece, dovette rinunciare ai punti dopo un incidente con Alexander Albon mentre in Messico, per via di un errato fissaggio di una ruota, l'inglese trascorse più di due minuti ai box, ritirandosi dalla gara. Negli ultimi appuntamenti diede seguito alla buona annata, confermando l'undicesimo posto assoluto nella classifica piloti con 49 punti.

##### 2020

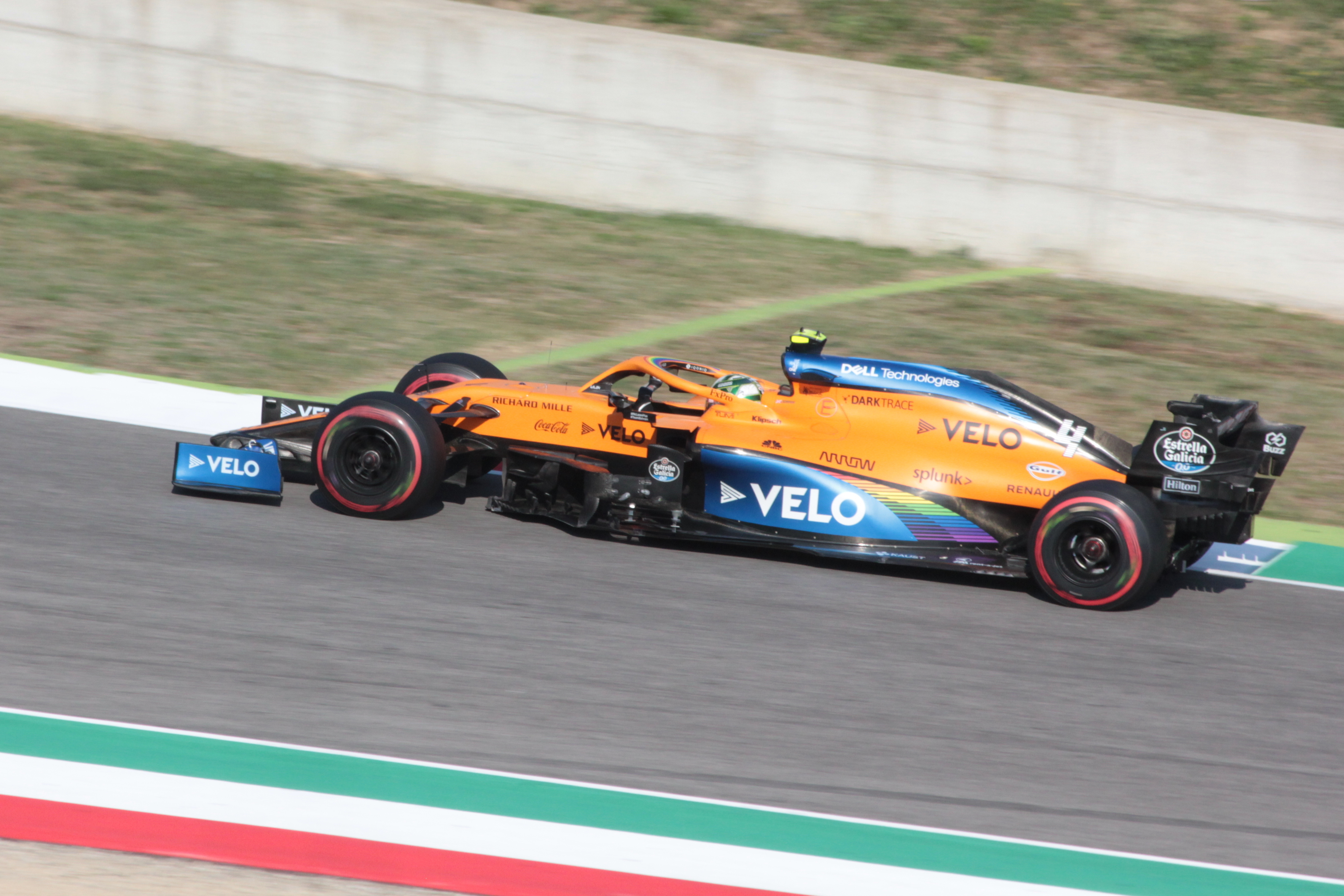
Norris alla guida della sua McLaren MCL35 durante il Gran Premio della Toscana 2020.

Il pilota britannico venne riconfermato dalla McLaren anche per la stagione 2020. Nel Gran Premio d'esordio in Austria, Norris si qualificò al quarto posto, ottenendo il suo miglior risultato in carriera. Scattato dal terzo posto grazie ad una penalità inflitta a Lewis Hamilton, confermò il piazzamento anche in gara, scalzando dal podio il connazionale, soggetto a penalità di 5 secondi, e diventando il terzo pilota più giovane della storia ad ottenere un podio; il britannico fece registrare anche il primo giro veloce in carriera nell'ultima tornata del Gran Premio.
Pur non riuscendo a ripetere il podio della gara inaugurale, nelle otto gare seguenti Norris giunse quasi sempre in zona punti: la sola eccezione fu il Gran Premio d'Ungheria, nel quale tagliò il traguardo al tredicesimo posto, mentre il miglior risultato arrivò nel caotico Gran Premio d'Italia, che Norris chiuse quarto. La serie di risultati utili s'interruppe nel Gran Premio di Russia, allorché Norris tagliò il traguardo in quindicesima posizione, dopo aver danneggiato la vettura su dei detriti nel corso del primo giro. Anche le due gare seguenti non portarono i risultati sperati: nel Gran Premio dell'Eifel fu costretto al ritiro per un problema meccanico, mentre in Portogallo la gara del pilota inglese venne condizionata da un contatto con Lance Stroll. Norris tornò a marcare punti nel Gran Premio dell'Emilia-Romagna, in cui concluse la gara in ottava posizione; il pilota inglese replicò il risultato nel successivo Gran Premio di Turchia, nel quale fece segnare anche il giro più veloce, chiudendo invece al quarto posto il Gran Premio del Bahrein. Norris giunse in zona punti anche nei conclusivi Gran Premi di Sakhir e Abu Dhabi, chiudendo la stagione al nono posto assoluto con 97 punti e permettendo alla McLaren di raggiungere il terzo posto in classifica costruttori.

##### 2021

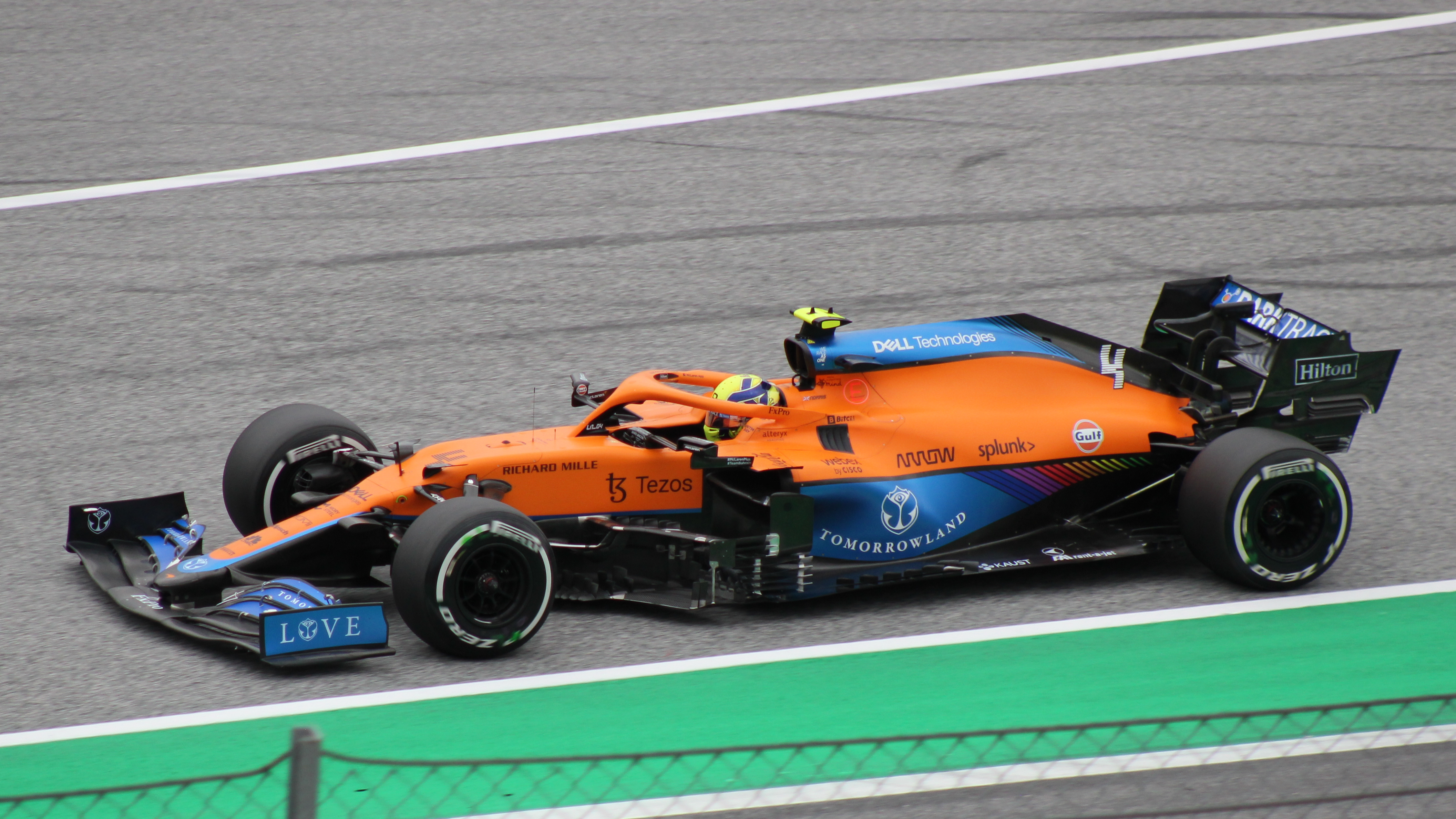
Lando Norris al Gran Premio d'Austria 2021.

Confermato dalla McLaren, per il 2021 Norris venne affiancato da Daniel Ricciardo. Iniziò la stagione con un quarto posto nel Gran Premio del Bahrein, dopo essere scattato dalla settima posizione in griglia di partenza. Nella seconda gara, a Imola, fu penalizzato in qualifica per essere uscito dai limiti del tracciato, venendo quindi retrocesso dal terzo al settimo posto. Nonostante ciò, in gara Norris riuscì a rimontare e chiudere in terza posizione, conquistando il secondo podio in carriera. Il mercoledì prima del weekend del Gran Premio di Monaco la McLaren annunciò un prolungamento pluriennale del contratto dell'inglese. In gara il pilota inglese arrivò terzo dietro al suo ex compagno di team Carlos Sainz Jr. ed al vincitore Max Verstappen. Nelle tre gare successive, disputate a Baku, al Paul Ricard e in Stiria, Norris concluse quinto, consolidando la sua quarta posizione nel campionato piloti. Nelle qualifiche del Gran Premio d'Austria segnò il secondo tempo, suo miglior risultato in carriera; in gara riuscì a tenere il passo delle Mercedes, chiudendo al terzo posto. Grazie al quarto posto nel successivo Gran Premio di Gran Bretagna Norris salì in terza posizione nel campionato piloti e realizzò un nuovo record: infatti divenne il primo pilota della storia della McLaren a concludere 15 gare a punti di fila.
La striscia positiva purtroppo si interruppe nel gran premio seguente, in cui Norris si ritirò al primo giro dopo essere stato tamponato da Valtteri Bottas. Dopo altre due gare avare di soddisfazioni in Belgio e in Olanda, Norris tornò a podio nel Gran Premio d'Italia, dove concluse secondo dietro al compagno di squadra Daniel Ricciardo, completando una fantastica doppietta per la McLaren. Due settimane dopo, in Russia, conquistò sul bagnato la sua prima pole position in carriera davanti a Carlos Sainz e a George Russell. Dopo aver trascorso gran parte della gara in prima posizione, commise l'errore di non rientrare tempestivamente ai box per montare gomme da bagnato all'arrivo della pioggia, tagliando il traguardo soltanto in settima posizione, ma conquistando comunque il punto del giro veloce. Nelle ultime gare della stagione Norris giunse sempre in zona punti: in Messico giunse decimo dopo essere stato retrocesso in diciottesima posizione sulla griglia di partenza, mentre a San Paolo e in Qatar venne rallentato da delle forature; in Arabia Saudita venne penalizzato dall'interruzione della corsa con la bandiera rossa, che consentì a molti rivali di effettuare il cambio gomme senza perdere tempo, mentre nell'ultima gara ad Abu Dhabi fu nuovamente vittima di una foratura, accontentandosi del settimo posto al traguardo dopo essere scattato terzo.
Per via dei risultati meno fortunati nell'ultima parte di stagione, Norris venne superato in classifica dall'ex compagno di scuderia Carlos Sainz e Sergio Pérez, chiudendo la stagione al sesto posto con 160 punti, 45 in più rispetto al compagno di squadra Daniel Ricciardo.

##### 2022

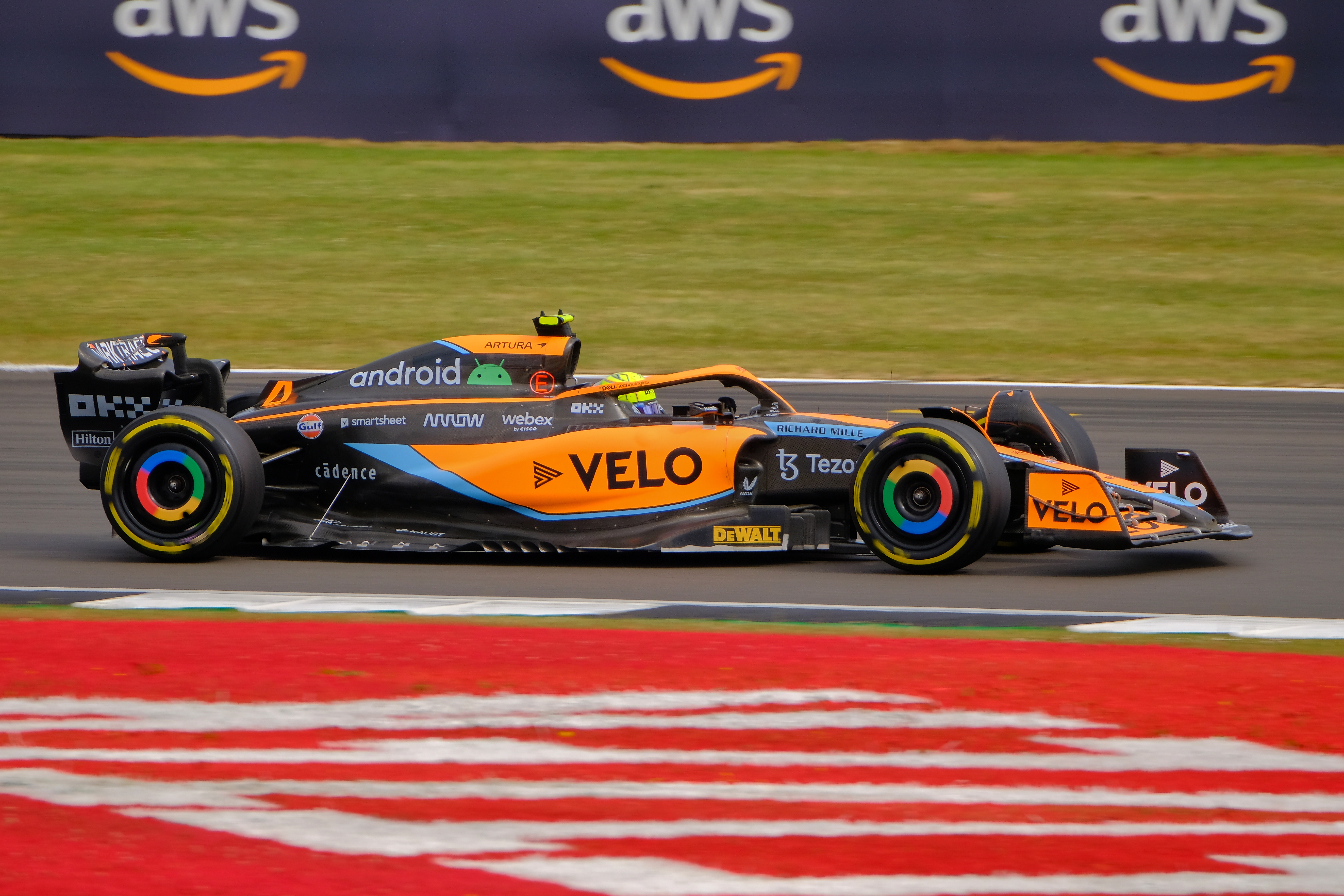
Norris impegnato nel Gran Premio di Gran Bretagna 2022.

Prima dell'inizio della stagione, Norris rinnova il suo contratto con la McLaren fino al 2025. Dopo alcuni difficili test pre-stagione, condizionati da problemi ai freni, la McLaren si mostra poco competitiva nell'inaugurale Gran Premio del Bahrein, che il britannico chiude fuori dai punti. Nelle gare seguenti la monoposto inglese migliora nettamente: Norris centra il settimo posto a Jeddah, mentre in Australia conclude la gara in quinta posizione. Nel Gran Premio dell'Emilia-Romagna chiude quinto nella Sprint Race e in gara riesce a salire sul gradino più basso del podio, tagliando il traguardo dietro alle due Red Bull. La striscia positiva si interrompe nel Gran Premio di Miami, nel quale Norris è costretto al ritiro in seguito ad un contatto con Pierre Gasly.
Durante il weekend di Barcellona Norris accusa una tonsillite; nonostante ciò gareggia e riesce ad arrivare ottavo al traguardo, precedendo il compagno di squadra. A Monaco ottiene invece il sesto posto, facendo anche segnare il giro più veloce. Le gare seguenti si rivelano difficili per Norris e la McLaren: in Azerbaigian riesce a chiudere in zona punti sfruttando il doppio ritiro delle Ferrari, mentre in Canada il pilota britannico arriva solo 15º, complice un pit stop particolarmente lungo. Norris torna a punti nella sua gara di casa, in cui giunge sesto, concludendo poi al settimo posto le tre gare successive in Austria, Francia ed Ungheria. Dopo un difficile Gran Premio del Belgio, chiuso fuori dalla zona punti, in Olanda arriva settimo per la quinta volta in stagione, replicando il risultato anche in Italia. A Singapore chiude invece quarto sfruttando gli errori di diversi altri piloti. Ad Austin, dopo una partenza difficile, Norris è autore di numerosi sorpassi negli ultimi giri, che lo portano al sesto posto finale. Nel Gran Premio di Abu Dhabi Norris arriva sesto e ottiene per la seconda volta in stagione il giro veloce, chiudendo al settimo posto in classifica piloti con 122 punti.

##### 2023

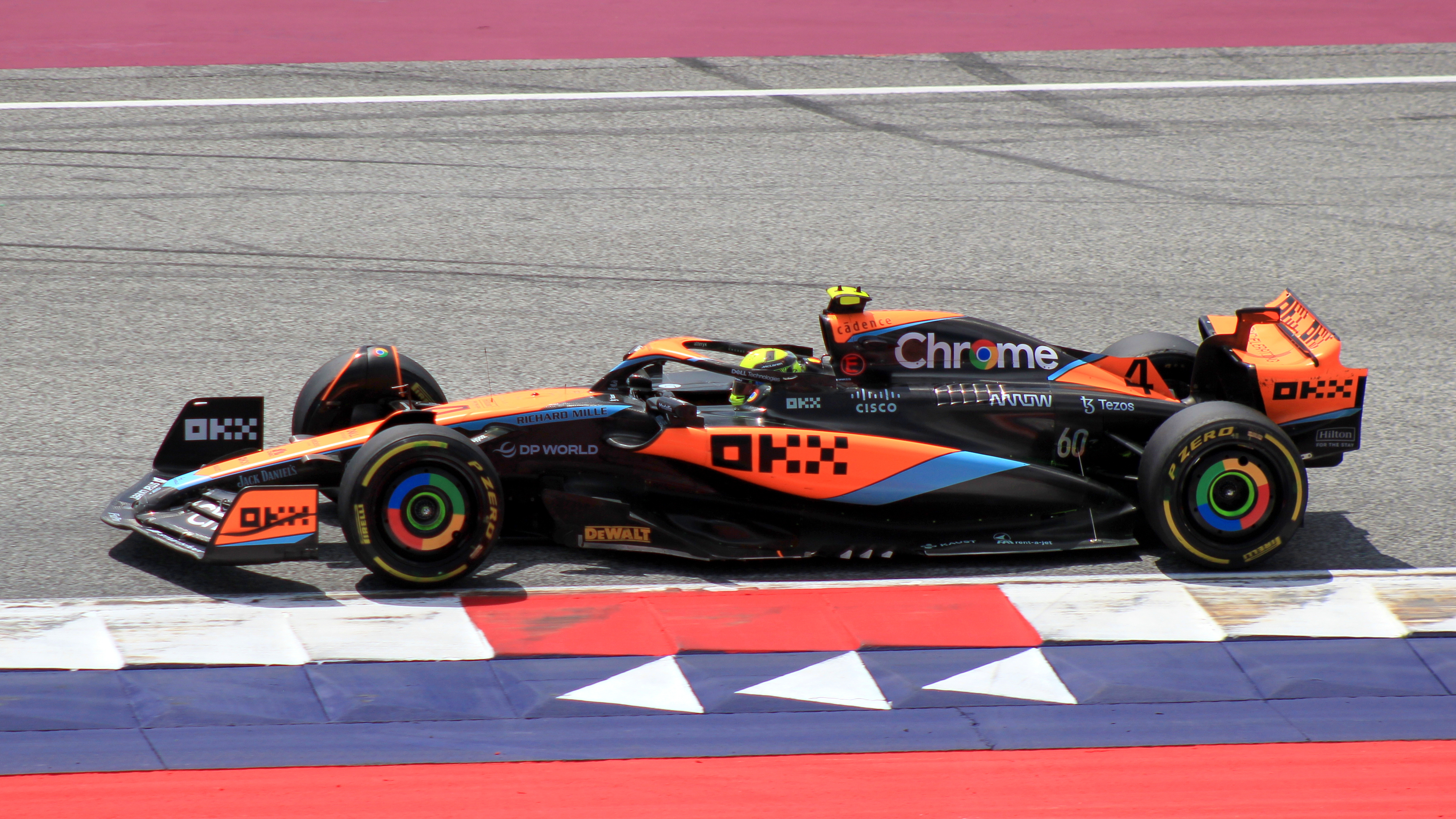
Norris in Austria nel 2023.

Per la stagione 2023 Norris ha un nuovo compagno di squadra, il debuttante Oscar Piastri. La nuova vettura della McLaren si rivela meno competitiva rispetto alle stagioni precedenti, impedendo ad entrambi i piloti di raggiungere la zona punti nei primi due Gran Premi della stagione. Nel Gran Premio d'Australia il pilota britannico riesce a chiudere sesto ed ottenere i primi punti della stagione. Le gare seguenti sono difficili per la McLaren, che fatica ad ottenere piazzamenti di rilievo.
Nel Gran premio d'Austria arrivano gli aggiornamenti sulla sua vettura, che permettono a Norris di arrivare quarto, e nella sua gara di casa, il Gran Premio di Gran Bretagna, chiude secondo dietro a Max Verstappen, riuscendo anche a condurre la prima fase di gara. Norris si conferma secondo al traguardo anche nel successivo Gran Premio d'Ungheria. Dopo essere andato a punti nelle tre seguenti gare, il britannico centra quattro podi consecutivi tra Singapore e Austin, centrando tre secondi posti e un terzo posto nel Gran Premio del Qatar. In Messico rimonta fino al 5º posto dopo esser partito dal fondo, guadagnandosi il riconoscimento di Driver of the Day. In Brasile conquista la pole nella sprint shootout e ottiene il secondo posto sia nella sprint che in gara, mentre a Las Vegas avviene il primo ritiro stagionale. Conclude 6º in campionato con 205 punti eguagliando il miglior risultato conseguito nel 2021.

##### 2024

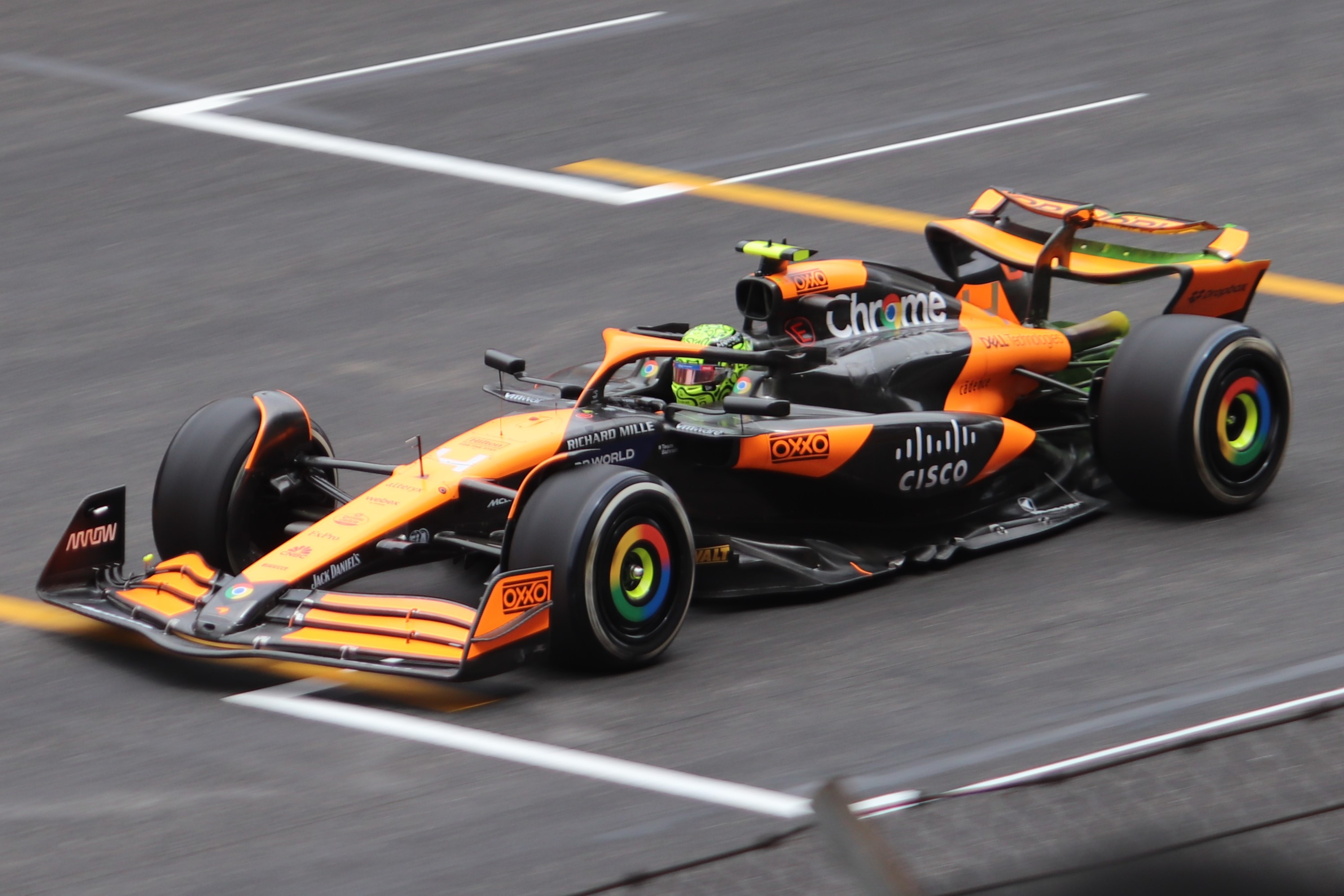
Lando Norris al Gran Premio di Cina 2024.

Nel 2024 rimane legato al team di Woking in coppia con Oscar Piastri. Nei primi due appuntamenti stagionali in Bahrain ed Arabia Saudita chiude fuori rispettivamente sesto ed ottavo, mentre nel Gran Premio d'Australia conquista il primo podio stagionale chiudendo in terza posizione, dietro le due Ferrari, salendo così per la quindicesima volta sul podio e diventando il pilota con più podi senza mai essere riuscito a vincere. Dopo un quinto posto in Giappone, il britannico ottiene la pole nella Qualifica Sprint nel successivo Gran Premio di Cina, chiudendo però la gara del sabato in sesta posizione. Alla domenica ottiene il suo secondo podio stagionale, terminando dietro solo a Verstappen. Il 5 maggio 2024 al Gran Premio di Miami, dopo essersi dovuto ritirare nella Sprint, ottiene la sua prima vittoria in carriera: dopo essere partito dalla quinta posizione dimostrando un ottimo passo gara, sfrutta la safety car uscita nel momento più opportuno per sorpassare ai box sia Verstappen che Leclerc. Nel successivo Gran Premio dell'Emilia-Romagna, sfiora la seconda vittoria con una grande rimonta nella parte finale della gara senza però riuscire ad attaccare Verstappen, chiudendogli dietro. A Monaco, chiude in quarta posizione dietro alla coppia formata dal compagno di squadra Piastri e Sainz Jr. a ridosso del podio. Nei successivi dua appuntamenti è di nuovo protagonista, chiudendo in seconda posizione prima in Canada, e poi in Spagna portandosi al secondo posto della classifica iridata, dove è anche autore della prima pole position stagionale.
In Austria chiude la gara Sprint del sabato in terza posizione, mentre alla domenica sfrutta, nella parte finale di gara, una sosta lenta ai box di Verstappen per tornargli sotto ed attaccarlo più volte fino a i due vengono al contatto con il britannico che avrà la peggio, dovendosi ritirare. Torna a podio già dal successivo Gran Premio di casa a Silverstone dove chiude in terza posizione dietro a Verstappen ed Hamilton. In Ungheria conquista la pole position al sabato, mentre allo spegnimento dei semafori alla domenica parte nuovamente male facendosi sopravanzare dal compagno Piastri. Al termine della sosta ai box, però, il britannico si trova davanti al compagno con quest'ultimo che non tiene il suo passo ma il muretto box lo invita a cedere la posizione a Piastri, cosa che avverrà soltanto negli ultimi giri facendolo terminare secondo. Anche in Belgio non sfrutta la penalità in griglia di Verstappen, unico rivale in campionato, sbagliando di nuovo la partenza e chiudendo solamente quinto dietro proprio all'olandese.
Al rientro dalla pausa estiva, Norris domina il weekend del Gran Premio d'Olanda, a casa del rivale, vincendo per la seconda volta in carriera e segnando anche il giro veloce. Nel sabato di Monza ottiene la sua seconda pole position consecutiva. Alla domenica riesce a mantenere la prima posizione in uscita dalla prima variante venendo però attaccato e superato da Piastri alla variante della Roggia e poi da Leclerc, che andrà poi a vincere con una strategia su una singola sosta invece che due come quella attuata dalle due McLaren con Norris che si deve accontentare del terzo posto. Dopo un quarto posto in Azerbaijan con il giro veloce, vince il suo terzo Gran Premio dominando a Singapore davanti a Verstappen e Piastri portandosi a 52 dall'olandese. Negli Stati Uniti d'America chiude in terza posizione la Sprint al sabato, facendo segnare la pole più avanti nella giornata. Alla partenza viene a contatto con Verstappen facendogli perdere le posizioni di testa, tagliando poi il traguardo terzo davanti all'olandese dopo un duello negli ultimi giri nel quale Norris viene però penalizzato per essere uscito dalla pista ed averne tratto vantaggio, facendogli perdere il podio e punti nel Mondiale. In Messico chiude in seconda posizione dietro solo a Sainz Jr., venendo a contatto anche questa volta con Verstappen. A San Paolo vince la sua prima Sprint in carriera. Nelle qualifiche posticipate alla domenica mattina ed ottiene la pole position sul bagnato. In gara chiude solamente in sesta posizione, mentre Verstappen vince, anche a causa di una bandiera rossa pochi giri dopo il suo rientro ai box sotto safety car. A Las Vegas sfuma matematicamente l'opportunità del Mondiale Piloti, chiudendo sesto con il giro veloce dietro a Verstappen. In Qatar cede la vittoria della Sprint sul traguardo al compagno di squadra, per poi chiudere in decima posizione la gara venendo penalizzato con uno stop and go per non aver rispettato doppie bandiere gialle mentre erano sventolate sul rettilineo. Nell'ultima gara stagionale ad Abu Dhabi domina vincendo la sua quarta gara in carriera, che consente alla McLaren di vincere il Mondiale Costruttori per la prima volta dal 1998.

##### 2025
Inizia la stagione 2025, sempre in coppia con Piastri, vincendo il Gran Premio d'Australia e, contestualmente, cogliendo il suo secondo hat-trick in carriera. Nel gran premio di Cina conquista un ottavo posto nella spint race mentre nella gara della domenica conquista un secondo posto dietro il compagno di scuderia.

## Risultati

### Riepilogo
| Stagione | Campionato                  | Team                  | Gare         | Vittorie     | Pole         | Gpv          | Podi         | Punti        | Pos.         |
| -------- | --------------------------- | --------------------- | ------------ | ------------ | ------------ | ------------ | ------------ | ------------ | ------------ |
| 2014     | Ginetta Junior Championship | HHC Motorsport        | 20           | 4            | 8            | 2            | 11           | 432          | 3º           |
| 2015     | Formula MSA                 | Carlin                | 30           | 8            | 10           | 9            | 14           | 413          | 1º           |
| 2015     | ADAC Formula 4 Championship | Mücke Motorsport      | 8            | 1            | 0            | 3            | 6            | 131          | 8º           |
| 2015     | Formula 4 italiana          | Mücke Motorsport      | 9            | 0            | 0            | 3            | 1            | 51           | 11º          |
| 2015     | Formula 4 Autumn Trophy     | HHC Motorsport        | 4            | 2            | 1            | 1            | 4            | 128          | 5º           |
| 2016     | Eurocup Formula Renault 2.0 | Josef Kaufmann Racing | 15           | 5            | 6            | 4            | 12           | 253          | 1º           |
| 2016     | Formula Renault 2.0 NEC     | Josef Kaufmann Racing | 15           | 6            | 10           | 4            | 11           | 316          | 1º           |
| 2016     | Formula Toyota              | M2 Competition        | 15           | 6            | 8            | 5            | 11           | 924          | 1º           |
| 2016     | F3 britannica               | Carlin                | 11           | 4            | 4            | 3            | 8            | 247          | 8º           |
| 2016     | F3 europea                  | Carlin                | 3            | 0            | 0            | 0            | 0            | 0            | N.C.†        |
| 2016     | Gran Premio di Macao        | Carlin                | 1            | 0            | 0            | 0            | 0            | N.A.         | 11º          |
| 2017     | F3 europea                  | Carlin                | 30           | 9            | 8            | 8            | 20           | 441          | 1º           |
| 2017     | Formula 2                   | Campos Racing         | 2            | 0            | 0            | 0            | 0            | 0            | 25º          |
| 2017     | Formula 1                   | McLaren               | Collaudatore | Collaudatore | Collaudatore | Collaudatore | Collaudatore | Collaudatore | Collaudatore |
| 2018     | Formula 2                   | Carlin Motorsport     | 24           | 1            | 1            | 1            | 9            | 219          | 2º           |
| 2018     | Formula 1                   | McLaren               | Collaudatore | Collaudatore | Collaudatore | Collaudatore | Collaudatore | Collaudatore | Collaudatore |
| 2019     | Formula 1                   | McLaren               | 21           | 0            | 0            | 0            | 0            | 49           | 11º          |
| 2020     | Formula 1                   | McLaren               | 17           | 0            | 0            | 2            | 1            | 97           | 9º           |
| 2021     | Formula 1                   | McLaren               | 22           | 0            | 1            | 1            | 4            | 160          | 6º           |
| 2022     | Formula 1                   | McLaren               | 22           | 0            | 0            | 2            | 1            | 122          | 7º           |
| 2023     | Formula 1                   | McLaren               | 22           | 0            | 0            | 1            | 7            | 205          | 6º           |
| 2024     | Formula 1                   | McLaren               | 24           | 4            | 8            | 6            | 13           | 374          | 2º           |
| 2025     | Formula 1                   | McLaren               | 14           | 5            | 4            | 5            | 12           | 275*         |              |

N† In quanto pilota ospite, Norris non aveva diritto a prendere punti.

* Stagione in corso

### Risultati in F3 europea
(legenda) (Le gare in grassetto indicano la pole position) (Le gare in corsivo indicano Gpv)
| Stagione | Team              | Motore     | 1   | 2   | 3   | 4   | 5   | 6   | 7   | 8   | 9   | 10  | 11  | 12  | 13  | 14  | 15  | 16  | 17  | 18  | 19  | 20  | 21  | 22  | 23  | 24  | 25  | 26  | 27  | 28  | 29  | 30  | Punti | Pos. |
| -------- | ----------------- | ---------- | --- | --- | --- | --- | --- | --- | --- | --- | --- | --- | --- | --- | --- | --- | --- | --- | --- | --- | --- | --- | --- | --- | --- | --- | --- | --- | --- | --- | --- | --- | ----- | ---- |
| 2016     | Carlin Motorsport | Volkswagen | LEC | LEC | LEC | HUN | HUN | HUN | PAU | PAU | PAU | RBR | RBR | RBR | NOR | NOR | NOR | ZAN | ZAN | ZAN | SPA | SPA | SPA | NÜR | NÜR | NÜR | IMO | IMO | IMO | HOC | HOC | HOC | 0†    | NC†  |
| 2016     | Carlin Motorsport | Volkswagen |     |     |     |     |     |     |     |     |     |     |     |     |     |     |     |     |     |     |     |     |     |     |     |     |     |     |     | Rit | 16  | 16  | 0†    | NC†  |
| 2017     | Carlin Motorsport | Volkswagen | SIL | SIL | SIL | MNZ | MNZ | MNZ | PAU | PAU | PAU | HUN | HUN | HUN | NOR | NOR | NOR | SPA | SPA | SPA | ZAN | ZAN | ZAN | NÜR | NÜR | NÜR | RBR | RBR | RBR | HOC | HOC | HOC | 441   | 1º   |
| 2017     | Carlin Motorsport | Volkswagen | 1   | 9   | 3   | 1   | 2   | 2   | 2   | 2   | Rit | 8   | 14  | 3   | 11  | 1   | 3   | 1   | Rit | 1   | 1   | 3   | 1   | 1   | 2   | 1   | 4   | 2   | 17* | 2   | 11  | 4   | 441   | 1º   |

† In quanto pilota ospite, Norris non aveva diritto a prendere punti.
* Non ha concluso la gara ma è stato classificato avendo coperto, come previsto dal regolamento, almeno il 90% della distanza di gara.

### Risultati in Formula 2
(legenda) (Le gare in grassetto indicano la pole position) (Le gare in corsivo indicano Gpv)
| Anno | Team   | 1   | 2   | 3   | 4   | 5   | 6   | 7   | 8   | 9   | 10  | 11  | 12  | 13  | 14  | 15  | 16  | 17  | 18  | 19  | 20  | 21  | 22  | 23  | 24  | Punti | Pos. |
| ---- | ------ | --- | --- | --- | --- | --- | --- | --- | --- | --- | --- | --- | --- | --- | --- | --- | --- | --- | --- | --- | --- | --- | --- | --- | --- | ----- | ---- |
| 2017 | Campos | BAH | BAH | CAT | CAT | MON | MON | BAK | BAK | RBR | RBR | SIL | SIL | HUN | HUN | SPA | SPA | MNZ | MNZ | JER | JER | YMC | YMC |     |     | 0     | 25º  |
| 2017 | Campos |     |     |     |     |     |     |     |     |     |     |     |     |     |     |     |     | Rit | 13  |     |     |     |     |     |     | 0     | 25º  |
| 2018 | Carlin | BHR | BHR | BAK | BAK | CAT | CAT | MON | MON | LEC | LEC | RBR | RBR | SIL | SIL | HUN | HUN | SPA | SPA | MNZ | MNZ | SOC | SOC | YMC | YMC | 219   | 2º   |
| 2018 | Carlin | 1   | 4   | 6   | 4   | 3   | 3   | 6   | 3   | 16  | 5   | 2   | 11  | 10  | 3   | 2   | 4   | 4   | 2   | 6   | 5   | Rit | Rit | 5   | 2   | 219   | 2º   |

### Risultati 24 Ore di Daytona
| Anno | Team              | Co-Piloti                     | Auto           | Classe | Giri | Pos. | Classe Pos. |
| ---- | ----------------- | ----------------------------- | -------------- | ------ | ---- | ---- | ----------- |
| 2018 | United Autosports | Fernando Alonso Philip Hanson | Ligier JS P217 | P      | 718  | 13°  | 38°         |

### Risultati in Formula 1
| 2019 | Scuderia | Vettura |    |   |     |   |     |    |     |   |   |    |     |   |     |    |   |   |    |     |   |   |   |  |  |  | Punti | Pos. |
| ---- | -------- | ------- | -- | - | --- | - | --- | -- | --- | - | - | -- | --- | - | --- | -- | - | - | -- | --- | - | - | - |  |  |  | ----- | ---- |
| 2019 | McLaren  | MCL34   | 12 | 6 | 18* | 8 | Rit | 11 | Rit | 9 | 6 | 11 | Rit | 9 | 11* | 10 | 7 | 8 | 11 | Rit | 7 | 8 | 8 |  |  |  | 49    | 11º  |

| 2020 | Scuderia | Vettura |   |   |    |   |   |    |   |   |   |    |     |    |   |   |   |    |   |  |  |  |  |  |  |  | Punti | Pos. |
| ---- | -------- | ------- | - | - | -- | - | - | -- | - | - | - | -- | --- | -- | - | - | - | -- | - |  |  |  |  |  |  |  | ----- | ---- |
| 2020 | McLaren  | MCL35   | 3 | 5 | 13 | 5 | 9 | 10 | 7 | 4 | 6 | 15 | Rit | 13 | 8 | 8 | 4 | 10 | 5 |  |  |  |  |  |  |  | 97    | 9º   |

| 2021 | Scuderia | Vettura |   |   |   |   |   |   |   |   |   |   |     |    |    |   |   |   |   |    |    |   |    |   |  |  | Punti | Pos. |
| ---- | -------- | ------- | - | - | - | - | - | - | - | - | - | - | --- | -- | -- | - | - | - | - | -- | -- | - | -- | - |  |  | ----- | ---- |
| 2021 | McLaren  | MCL35M  | 4 | 3 | 5 | 8 | 3 | 5 | 5 | 5 | 3 | 4 | Rit | 14 | 10 | 2 | 7 | 7 | 8 | 10 | 10 | 9 | 10 | 7 |  |  | 160   | 6º   |

| 2022 | Scuderia | Vettura |    |   |   |    |     |   |   |   |    |   |   |   |   |    |   |   |   |    |   |   |      |   |  |  | Punti | Pos. |
| ---- | -------- | ------- | -- | - | - | -- | --- | - | - | - | -- | - | - | - | - | -- | - | - | - | -- | - | - | ---- | - |  |  | ----- | ---- |
| 2022 | McLaren  | MCL36   | 15 | 7 | 5 | 35 | Rit | 8 | 6 | 9 | 15 | 6 | 7 | 7 | 7 | 12 | 7 | 7 | 4 | 10 | 6 | 9 | Rit7 | 6 |  |  | 122   | 7º   |

| 2023 | Scuderia | Vettura |    |    |   |   |    |   |    |    |   |   |   |    |   |   |   |   |   |    |   |   |     |   |  |  | Punti | Pos. |
| ---- | -------- | ------- | -- | -- | - | - | -- | - | -- | -- | - | - | - | -- | - | - | - | - | - | -- | - | - | --- | - |  |  | ----- | ---- |
| 2023 | McLaren  | MCL60   | 17 | 17 | 6 | 9 | 17 | 9 | 17 | 13 | 4 | 2 | 2 | 76 | 7 | 8 | 2 | 2 | 3 | 24 | 5 | 2 | Rit | 5 |  |  | 205   | 6º   |

| 2024 | Scuderia | Vettura |   |   |   |   |    |   |   |   |   |   |      |   |   |   |   |   |   |   |    |   |    |   |     |   | Punti | Pos. |
| ---- | -------- | ------- | - | - | - | - | -- | - | - | - | - | - | ---- | - | - | - | - | - | - | - | -- | - | -- | - | --- | - | ----- | ---- |
| 2024 | McLaren  | MCL38   | 6 | 8 | 3 | 5 | 26 | 1 | 2 | 4 | 2 | 2 | 20*3 | 3 | 2 | 5 | 1 | 3 | 4 | 1 | 43 | 2 | 61 | 6 | 102 | 1 | 374   | 2º   |

| 2025 | Scuderia | Vettura |   |    |   |   |   |    |   |   |   |     |   |   |    |   |  |  |  |  |  |  |  |  |  |  | Punti | Pos. |
| ---- | -------- | ------- | - | -- | - | - | - | -- | - | - | - | --- | - | - | -- | - |  |  |  |  |  |  |  |  |  |  | ----- | ---- |
| 2025 | McLaren  | MCL39   | 1 | 28 | 2 | 3 | 4 | 21 | 2 | 1 | 2 | 18* | 1 | 1 | 23 | 1 |  |  |  |  |  |  |  |  |  |  | 275   |      |

| Legenda | 1º posto     | 2º posto | 3º posto    | A punti         | Senza punti/Non class.  | Grassetto – Pole position Corsivo – Giro più veloce Apice – Risultato Sprint (A punti) |
| Legenda | Squalificato | Ritirato | Non partito | Non qualificato | Solo prove/Terzo pilota | Grassetto – Pole position Corsivo – Giro più veloce Apice – Risultato Sprint (A punti) |

* Non ha terminato, ma è stato classificato in quanto aveva completato più del 90% della distanza di gara.